# جيش المظليين الأول
جيش المظلات الألماني الأول (بالألمانية: Fallschirm-Armee). تشكل في سبتمبر عام 1944، وضم 30000 رجل.

## التاريخ
كان أول قائد له الكولونيل العام كورت شتودنت. أثناء عملية ماركت جاردن للحلفاء، قام رجال شتودنت بتأخير تقدم الحلفاء في جنوب هولندا. من المحتمل أن يكون الجنود البالغ عددهم 30 ألف جندي هم قوات الاحتياط الوحيدة الجاهزة في ألمانيا في ذلك الوقت. ومع ذلك، فإن القليل من وحدات الجيش أو أفراده كانوا من المظليين.
تم نقل شتودنت إلى الجبهة الشرقية، وفي 18 نوفمبر 1944، تم تمرير قيادة جيش المظلات الأول إلى الجنرال دير فولشيرميتروب ألفريد شليم، الذي واجه الجيش الأول الكندي خلال معركة ريتشوالد. 
| No. |                | Commander                                            | Took office     | Left office     | Time in office |
| --- | -------------- | ---------------------------------------------------- | --------------- | --------------- | -------------- |
| 1   | كورت شتودنت    | Generaloberst كورت شتودنت (1890–1978)                | 1 March 1944    | 4 November 1944 | 248 أيام       |
| 2   | ألفريد شليم    | General der Fallschirmtruppe ألفريد شليم (1894–1986) | 4 November 1944 | 28 March 1945   | 144 أيام       |
| 3   | غونثر بلومنترت | General der Infanterie غونثر بلومنترت (1892–1967)    | 28 March 1945   | 10 April 1945   | 13 أيام        |
| (1) | كورت شتودنت    | Generaloberst كورت شتودنت (1890–1978)                | 10 April 1945   | 28 April 1945   | 175 أيام       |
| 4   | Erich Straube  | General der Infanterie Erich Straube (1887–1971)     | 28 April 1945   | 8 May 1945      | 10 أيام        |

## الوحدات الفرعية
- فيلق المظلات الألماني الأول
- فيلق المظلات الألماني الثاني